# Piolhinho
Os piolhinhos são um grupo de pequenos pássaros da família Tyrannidae que correspondem ao gênero Phyllomyias. São encontrados em hábitats arborizados da América Central e do Sul. Algumas espécies estão entre as aves mais comuns em seus territórios, enquanto outras são raras e ameaçadas. Possuem um bico curto e atarracado, são esverdeados na parte superior, amarelados ou esbranquiçados na parte inferior, e todos, exceto o piolhinho-de-cabeça-cinza (P. griseiceps), têm a borda das asas pálidas. Alimentam-se de pequenos artrópodes e frutos. A maioria das espécies participa regularmente em bandos mistos.

## Espécies
O gênero possui 14 espécies reconhecidas:
| Imagem | Nome comum                  | Nome científico           | Distribuição                                                                                    |
| ------ | --------------------------- | ------------------------- | ----------------------------------------------------------------------------------------------- |
|        | Piolhinho-oliváceo          | Phyllomyias fasciatus     | Brasil oriental, nordeste da Bolívia, Paraguai oriental, e até o nordeste da Argentina.         |
|        | Piolhinho-do-acre           | Phyllomyias weedeni       | nordeste da Bolívia até o sudeste do Peru.                                                      |
|        | Piolhinho-chiador           | Phyllomyias burmeisteri   | Argentina, Bolívia, Brasil, Colômbia, Costa Rica, Equador, Panamá, Paraguai, Peru, e Venezuela. |
|        | Piolhinho-verdoso           | Phyllomyias virescens     | Argentina, Brasil, e Paraguai.                                                                  |
|        | Piolhinho-do-grotão         | Phyllomyias reiseri       | Brasil central e norte do Paraguai.                                                             |
|        | Piolhinho-de-sucre          | Phyllomyias urichi        | Venezuela.                                                                                      |
|        | Piolhinho-de-coroa-cinzenta | Phyllomyias sclateri      | Argentina, Bolívia, e Peru.                                                                     |
|        | Piolhinho-serrano           | Phyllomyias griseocapilla | Brasil.                                                                                         |
|        | Piolhinho-de-cabeça-cinza   | Phyllomyias griseiceps    | Brasil, Colômbia, Equador, Guiana, Panamá, Peru, e Venezuela.                                   |
|        | Piolhinho-plúmbeo           | Phyllomyias plumbeiceps   | Colômbia, Equador, e Peru.                                                                      |
|        | Piolhinho-de-chapéu-preto   | Phyllomyias nigrocapillus | Colômbia, Equador, Peru, e Venezuela.                                                           |
|        | Piolhinho-cinzento          | Phyllomyias cinereiceps   | Colômbia, Equador, e Peru.                                                                      |
|        | Piolhinho-rabirruivo        | Phyllomyias uropygialis   | Argentina, Bolívia, Colômbia, Equador, Peru, e Venezuela.                                       |